# Destroy Lonely
Bobby Wardell Sandimanie III (Atlanta, Georgia, 30 de julio de 2001), conocido por su nombre artístico como Destroy Lonely, es un rapero estadounidense de Atlanta, Georgia. 
Su álbum de estudio debut, «If Looks Could Kill» (2023), alcanzó el puesto 18 en el Billboard 200 de EE. UU. Antes, su quinto mixtape, «No Stylist» (2022), marcó su primera entrada en la lista en el puesto 91.
Destroy Lonely firmó con el sello discográfico de Playboi Carti, Opium, un sello de Interscope Records a principios de 2021. Colabora con frecuencia con su compañero del sello y rapero de Georgia, Ken Carson. La revista Rolling Stone lo cita como caracterizado por sus instrumentales «dinámicos pero estridentes», y su estética interpretativa única que consiste en atuendos de colores oscuros y ropa de marca.

## Biografía

### Primeros años
Bobby Wardell Sandimanie III nació el 30 de julio de 2001. Tiene dos hermanas menores y un hermano mayor que menciona como solo medio hermanos. Menciona que se siente más como hijo único. Creció haciendo freestyle con la inspiración de su padre, el rapero I-20. Comenzó la escuela en casa en sexto grado con el permiso de su abuela, que era una antigua maestra. Volvió a matricularse en la escuela en el noveno y décimo grado, donde recuerda haber abusado de la droga Xanax. Cita su sensación de que su abuso de sustancias lo estaba destruyendo como el origen de la parte «Destroy» de su nombre artístico. Pasó su adolescencia en soledad, que cita como el origen de la parte «Lonely» de su nombre artístico. Durante su tiempo en la escuela, tuvo fuerza en la escritura.

## Carrera musical

### 2015-2019: Inicios
Destroy Lonely comenzó a hacer música a los 14 años, haciendo sus primeras canciones en un estudio de grabación de su escuela. Conoció a dos de sus mejores amigos, Texaco y Nezzus, quienes producirían muchos de sus primeros trabajos y continuarían trabajando con él en proyectos posteriores en la escuela. Inmediatamente después de conocer a Nezzus, comenzaron a grabar su primer proyecto, NezzusDestroyed. Lonely luego ganaría terreno con su tema de 2019 «Bane».

### Estilo musical
La revista Rolling Stone menciona la forma única de Destroy Lonely de cambiar la cadencia y el uso de letras humorísticas en su música. Cita su influencia en bandas como Crystal Castles, Deftones y The Cure y predecesores del rap como Lil Wayne, Drake, Future, Young Thug y Playboi Carti. Su música ha sido descrita por Brandon Callender de The Fader de la siguiente manera: 

«Destroy Lonely tiene un oído ecléctico para los ritmos que se inclina hacia ritmos brillantes y atmosféricos que funcionan como lienzos, su voz salpica vívidas salpicaduras de pintura.»

Este sonido atmosférico se logra mediante el uso de sintetizadores ambientales y muestras de orquestas y bandas sonoras de videojuegos como Genshin Impact.
El tema principal de las letras de Destroy Lonely suele ser la fanfarronería, pero sus letras también pueden referirse a relaciones, amor, armas o cometer delitos financieros, especialmente en su material anterior.